# Le Sixième Jour (film)
Le Sixième Jour (اليوم السادس) è un film del 1986 diretto da Yusuf Shahin (francesizzato: Youssef Chahine) e interpretato nel ruolo di protagonista dalla cantante italo-francese Dalida.
La pellicola è basata sull'omonimo romanzo di Andrée Chedid.

## Trama
1947, Il Cairo. L’epidemia di colera è al culmine. Saddika, una lavandaia austera con un marito paralitico e con un nipote sulle spalle (Hassan), sogna un principe affascinante e frequenta il cinema del quartiere, unico passatempo di questa donna avvilita quanto sognatrice. Fa conoscenza di Okka, un giovane e insolente allevatore di scimmie che sogna Hollywood. Il giovane si innamora della donna, ma lei lo rifiuta e reprime ogni tipo di sentimento per restare fedele a suo marito, anche perché lo ritiene troppo giovane e immaturo.
Hassan si ammala di colera e Saddika decide di affrontare un viaggio di sei giorni per mostrare il mare a suo nipote, sperando che entro il sesto giorno egli guarisca. Dopo un lungo viaggio pieno di difficoltà la donna vede il mare ma - all'alba del sesto giorno - il nipote muore. All'inizio lei tenta il suicidio cercando di pugnalarsi, ma viene prontamente fermata da Okka, infine scende dalla nave e lascia un ultimo saluto malinconico prima di ritornare al quartiere col corpo del piccolo Hassan.

## Distribuzione
Il film è stato distribuito nelle sale cinematografiche francesi il 3 dicembre 1986.

## Musiche
Ispirandosi a questa pellicola, venne incisa da Dalida (protagonista del film) una canzone dal titolo Le Sixième Jour, scritta da Michel Jouveaux. La interpretò numerose volte alla televisione francese tra il 1986 e il 1987: l'ultima apparizione con questo brano risale al febbraio dell'87 nel programma di Jacques Martin Tout le monde le sait. Questo singolo è anche l'ultimo da lei pubblicato in vita, poiché nella notte tra il 2 ed il 3 maggio 1987 la cantante si suicidò, nella sua villa di Montmartre a Parigi, ingerendo dei barbiturici.